# Beaufai
Beaufai és un municipi francès situat al departament de l'Orne i a la regió de Normandia. L'any 2007 tenia 337 habitants.

## Demografia

### Població
El 2007 la població de fet de Beaufai era de 337 persones. Hi havia 136 famílies de les quals 31 eren unipersonals (8 homes vivint sols i 23 dones vivint soles), 49 parelles sense fills, 45 parelles amb fills i 11 famílies monoparentals amb fills.
La població ha evolucionat segons el següent gràfic:
Habitants censats

### Habitatges
El 2007 hi havia 176 habitatges, 137 eren l'habitatge principal de la família, 29 eren segones residències i 10 estaven desocupats. Tots els 174 habitatges eren cases. Dels 137 habitatges principals, 112 estaven ocupats pels seus propietaris, 21 estaven llogats i ocupats pels llogaters i 5 estaven cedits a títol gratuït; 8 tenien dues cambres, 31 en tenien tres, 39 en tenien quatre i 59 en tenien cinc o més. 120 habitatges disposaven pel capbaix d'una plaça de pàrquing. A 51 habitatges hi havia un automòbil i a 72 n'hi havia dos o més.

### Piràmide de població
La piràmide de població per edats i sexe el 2009 era:
| Homes | Edats   | Dones |
| ----- | ------- | ----- |
| 0     | 95 o +  | 0     |
| 0     | 90 a 94 | 0     |
| 0     | 85 a 89 | 0     |
| 0     | 80 a 84 | 4     |
| 0     | 75 a 79 | 0     |
| 8     | 70 a 74 | 8     |
| 12    | 65 a 69 | 20    |
| 12    | 60 a 64 | 16    |
| 8     | 55 a 59 | 4     |
| 16    | 50 a 54 | 8     |
| 8     | 45 a 49 | 8     |
| 20    | 40 a 44 | 12    |
| 16    | 35 a 39 | 20    |
| 16    | 30 a 34 | 8     |
| 0     | 25 a 29 | 8     |
| 20    | 20 a 24 | 4     |
| 16    | 15 a 19 | 24    |
| 8     | 10 a 14 | 4     |
| 8     | 5 a 9   | 0     |
| 4     | 0 a 4   | 8     |

## Economia
El 2007 la població en edat de treballar era de 203 persones, 147 eren actives i 56 eren inactives. De les 147 persones actives 129 estaven ocupades (71 homes i 58 dones) i 17 estaven aturades (6 homes i 11 dones). De les 56 persones inactives 24 estaven jubilades, 13 estaven estudiant i 19 estaven classificades com a «altres inactius».

### Ingressos
El 2009 a Beaufai hi havia 142 unitats fiscals que integraven 344 persones, la mediana anual d'ingressos fiscals per persona era de 17.403 €.

### Activitats econòmiques
Dels 5 establiments que hi havia el 2007, 1 era d'una empresa alimentària i 4 d'empreses de construcció.
Dels 3 establiments de servei als particulars que hi havia el 2009, 1 era un paleta, 1 guixaire pintor i 1 lampisteria.
L'any 2000 a Beaufai hi havia 12 explotacions agrícoles que ocupaven un total de 750 hectàrees.

## Poblacions més properes
El següent diagrama mostra les poblacions més properes.